# Юлдашбаев, Юсупжан Артыкович
Юсупжан Артыкович Юлдашбаев (род. 1958) — российский учёный в области овцеводства и козоводства, академик Российской академии наук (2019).

## Биография
Родился 9 октября 1958 года в ст. Чу (ныне г. Шу), Джамбулской области. Окончил Московскую сельскохозяйственную академию им. К. А. Тимирязева (1981). Работал зоотехником-технологом, младшим, затем старшим научным сотрудником отдела генетики и разведения каракульских овец Джамбулского филиала Казахского НИИ каракулеводства.
В 1983—1989 гг. старший научный сотрудник Джамбулского филиала Московского ЦНИИ шерсти.
С 1989 г. в РГАУ-МСХА им. К. А. Тимирязева: старший научный сотрудник (1989—1995), ведущий научный сотрудник (1996—1998), доцент (1999), профессор (с 2000) кафедры овцеводства, заместитель проректора по научной работе (2003—2010), с июля 2010 г. — декан факультета зоотехнии и биологии, одновременно профессор кафедры частной зоотехнии.
Автор новых технологий первичной переработки шерсти.
Доктор сельскохозяйственных наук (1996), профессор (2001), академик РАН (с 17.11.2019) (член-корреспондент РАН с 2016).
член-корреспондент РАН (2016). Почётный доктор Кызылординского государственного университета (2012).

## Награды, премии, другие отличия
Лауреат премии Правительства РФ в области образования за 2008 год. Почётный работник образования Республики Казахстан (2010). Заслуженный деятель науки Республики Калмыкии (2014).

## Публикации
Опубликовал свыше 400 научных работ, из них 23 монографии, 35 учебников и учебных пособий, 20 учебно-методических пособий, 23 методических рекомендаций и указаний, 15 программ и рекомендаций. Получил 4 авторских свидетельств, 9 патентов на изобретения и 11 свидетельств на базы данных.
- Экстерьерно-конституциональные и продуктивные особенности разных типов тувинских короткожирнохвостых овец: моногр. / соавт.: Х. А. Амерханов и др. — М.: Изд-во РГАУ-МСХА им. К. А. Тимирязева, 2010. — 89 с.
- Продуктивность тувинских короткожирнохвостых овец с разным строением руна: моногр. / соавт.: М. И. Донгак и др. — М.: Изд-во РГАУ-МСХА им. К. А. Тимирязева, 2012. — 110 с.
- Хозяйственно-полезные признаки калмыцких курдючных овец: моногр. / соавт.: Б. Е. Гаряев, И. В. Церенов. — М.: Изд-во РГАУ-МСХА им. К. А. Тимирязева, 2012. — 128 с.
- Особенности формирования мясной продуктивности овец разных пород: моногр. / соавт.: А. И. Ерохин и др. — М.: ФГБОУ ВПО МГАУ, 2013. — 189 с.
- Зоотехнические и технологические аспекты повышения качества козьего пуха: моногр. / соавт. А. И. Чикалев. — М.: Изд-во РГАУ-МСХА им. К. А. Тимирязева, 2014. — 229 с.
- Традиционная и метаболомическая селекция овец: моногр. / соавт.: В. И. Глазко и др. — М.: КУРС, ИНФА-М, 2014. — 558 с.
- Продуктивность овец калмыцкой курдючной и грозненской тонкорунной пород и их помесей: моногр. / соавт.: Е. В. Пахомова, Б. К. Салаев. — М.: Изд-во РГАУ-МСХА им. К. А. Тимирязева, 2015. — 111 с.
- Рост, развитие и продуктивные качества овец: моногр. / соавт.: Т. С. Кубатбеков и др. — М.: Принт, 2016. — 186 с.
- Каракулеводство с основами смушковедения: учебник / соавт.: А. М. Омбаев, Т. К. Кансеитов. — СПб.: Лань, 2017. — 264 с.